# Amomum globba
Amomum globba là một loài thực vật có hoa trong họ Gừng. Loài này được Johann Friedrich Gmelin mô tả khoa học đầu tiên năm 1791.

## Phân bố
Loài này có ở Thái Lan.